# فرودگاه وینترلند
فرودگاه وینترلند  (به انگلیسی: Winterland Airport)  یک فرودگاه همگانی   است که یک باند فرود آسفالت دارد و طول باند آن ۹۱۴ متر است. این فرودگاه در  کشور کانادا قرار دارد و در ارتفاع ۴۸ متری از سطح دریا واقع شده است.